# 프란시스코 실바
프란시스코 안드레스 실바 가하르도(Francisco Andrés Silva Gajardo, 1986년 2월 11일, 키요타 ~)는 칠레의 전 축구 선수로, 수비형 미드필더로 활약했다.

## 클럽 경력
키요타 출신으로, 실바는 2000년, 14세의 나이에 우니베르시다드 카톨리카의 유소년팀에 입단하였다. 2005년, 하부 리그의 데포르테스 오바예로 임대되었을 때 1군 경기에 처음 출전하였고, 이듬 해에 1군 경기에 2배 더 많이 출전하였다. 2007년, 같은 형식으로 그는 오소르노에 합류하였고, 팀의 승격에 있어 핵심적인 존재였다.
복귀 후, 실바는 UC 소속으로 주전 입지를 굳혔고, 2009년 11월 7일에 4-1로 승리한 우니베르시다드 콘셉시온과의 홈경기에서 1호골을 뽑아내었다.
2010년 여름, 실바는 레체와 링크되었으나, 비-EU 등록 쿼터의 감소 (2명에서 1명) 로 인해 루벤 올리베이라를 이미 영입한 레체와의 협상이 결렬되었다.
2013년 1월 22일, 실바는 라 리가 하위권의 CA 오사수나로 6월까지 임대 이적하게 되었다. 그는 2월 2일 1-0으로 이긴 셀타 비고와의 홈경기에서 후반전에 교체 출전하며 해외 데뷔전을 치르었다.
3월 8일, 실바는 레알 베티스를 상대로 첫 골을 성공시켰으나, 1-2로 패하면서 빛이 바랬다. 6월 4일, 나바라 연고의 클럽은 바이아웃 조항의 €1.2M을 지불하여 그를 완전 소유하게 되었다. 그는 2013-14 시즌 동안 주전으로 출전하였으나, 소속팀의 강등을 막지는 못하였다.
2014년 8월 29일, 실바는 클뤼프 브뤼허로 한 시즌 동안 바이아웃 조항이 매겨진 채 임대되었다.

## 국가대표팀 경력
2011년 1월 22일, 실바는 칠레 국가대표로 데뷔하여, 1-1로 비긴 미국과의 홈디팟 센터 경기에 데뷔하였다.

## 수상
우니베르시다드 카톨리카
- 칠레 프리메라 디비시온: 2010
- 코파 칠레: 2011